# Polonia 1912 Leszno
Klub Sportowy Polonia 1912 Leszno – założony w 1912 roku, wielosekcyjny klub sportowy z siedzibą w Lesznie.
Polonia powstała z inicjatywy entuzjastów sportu, zwłaszcza z kręgów Towarzystwa Terminatorów i TG Sokół, z udziałem Edmunda Szyca, zaproszonego na zebranie założycielskie przedstawiciela KS Warta Poznań. Pierwszym prezesem klubu został Marcin Giera. W 1914 roku, za prezesury Jana Wuncha, z nakazu władz zarząd Polonii zmienił nazwę klubu na KS „Pogoń”.
Do I wojny światowej drużyna leszczyńska rozegrała tylko kilka spotkań towarzyskich z lokalnymi rywalami (GKS "Comenius" i niemieckim „Turnverein”) oraz z drużynami pobliskich miejscowości (Kościan, Wschowa).
Po wojnie klub reaktywował swoją działalność (powracając do pierwotnej nazwy - Polonia), a w 1921 roku przystąpił do utworzonego wówczas PZOPN. Od początku uczestniczyła w rozpisanych przez Związek rozgrywkach mistrzowskich: w 1921 roku w eliminacjach podokręgu leszczyńskiego o wejście do klasy B.

## Wszystkie sezony Polonii w latach 1922-1939

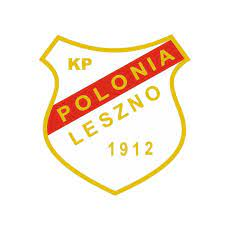
Herb

| - 1922: Kl-B - 1923: Kl-B - 1924: Kl-B - 1925: Kl-B - 1926: Kl-B - 1927: Kl-B - 1928: Kl-B - 1929: Kl-B - 1930: Kl-B awans (w turnieju finałowym o awans do Kl-A Polonia grała z KPW Poznań, HCP II Poznań, Polonią Poznań, Olimpią Poznań (inny klub niż GKS Olimpia powstała w 1945 r.) i Blaskiem Starołęka) - 1931: Kl-A - 7 miejsce, - 1932: Kl-A - ? - 1933: Kl-A - 8 miejsce, - 1934: Kl-A - ? - 1935: Kl-A - 7 miejsce, 17 punktów, bramki 48-58 -10 - 1936: Kl-A - 6 miejsce, 18 punktów, bramki 40-58 -18 (po tym sezonie 8 najlepszych drużyn Kl-A utworzyło Ligę Okręgową (II szczebel rozgrywek) - 1937: Liga Okręgowa: - 4 miejsce, 15 punktów, bramki 34-40 -6 - 1938: Liga Okręgowa: - 4 miejsce, 8 punktów, 15-33 -18, decyzją (PozOZPN nie sklasyfikowano Warty II Poznań) - 1939: Liga Okręgowa: - 4 miejsce, 11 punktów, bramki 20-30 -10 |

## Polonia w okresie powojennym
W 1945 roku, po przerwie spowodowanej II wojną światową, Polonia Leszno wznowiła swoją działalność. Przystępując do eliminacji celem wyłonienia drużyn do poszczególnych klas rozgrywkowych. W 1946 roku, w gr. eliminacyjnej II - KKS Leszno zdobył pierwsze miejsce, wyprzedzając Admirę Poznań i oba te kluby awansowały do półfinałów eliminacji. Grupę-A półfinałową wygrała Warta Poznań przed Admirą Poznań i to te kluby awansowały do czwórki finałowej. Warta Poznań w finale pokonała KKS Poznań 2-1, a następnie w finałach Mistrzostw Polski została wicemistrzem za Polonią Warszawa. W 1947 roku nastąpiła fuzja Polonii z Kolejowym Klubem Sportowym i już jako KKS Polonia Leszno klub uczestniczył w rozgrywkach klasy A.

### Sezony w latach 1947-2000
- 1947: Kl-A -4 miejsce, 20 punktów, bramki 46-33 +13
- 1948: Kl-A gr.2 - 2 miejsce, 25 punktów, bramki 52-40 +12 (1 miejsce wywalczył Dąb Poznań)
- 1949: Kl-A      - 1 (udział w eliminacjach do II ligi)
- 1950: Kl-A      - ? (rozgrywki Kl-A wygrał Dąb Poznań
- 1951: KL-A:     - 1 aw. (Po dodatkowym meczu ze Stalą Gdańsk, na neutralnym boisku w Toruniu).
- 1952: II-liga gr.A - 3 miejsce, 19 punktów, bramki 32-28 +4
- 1953: II-liga   - 12 miejsce, 23 punkty, bramki 31-44 -13 spadek
- 1954: III-liga  - 1 miejsce, 39 punktów, bramki 68-11 +57 (od 1952 do 1954 powołano ligę międzywojewódzką jako III szczebel rozgrywek)
- 1955: II-liga   - 13 miejsce, 15 punktów, bramik 21-43 -22
- 1956: Liga Okręgowa (III) – 2 miejsce, 33 punkty, bramki 44-18 +26 (1 miejsce wywalczyła Calisia Kalisz)
- 1957: Liga Okręgowa (III) – 7 miejsce, 21 punktów, bramki 21-32 -11
- 1958: Liga Okręgowa (III) – 2 miejsce, 30 punktów, bramki 47-23 +24
- 1959: Liga Okręgowa (III) – 4 miejsce, 24 punkty, bramki 27-23 +4
- 1960: Liga Okręgowa (III) – 8 miejsce, 20 punktów, bramki 40-36 +4
- 1960/61: Liga Okręgowa (III) – 4 miejsce, (po 13 meczach, czyli sezonie jesiennym Polonia była liderem z 17 punktami i bramkami 35-21 +14.

W trakcie sezonu wiosennego doszedł spadkowicz z II-ligi Warta Poznań i to Warta zakończyła jako lider całe rozgrywki, wyprzedzając Grunwald Poznań
- 1961/62: Liga Okręgowa (III) – ?
- 1962/63: Liga Okręgowa (III) – 12 miejsce, 30 punktów, bramki 36-65 -29
- 1963/64:
- 1964/65:
- 1965/66:
- 1966/67: Kl-A (V)
- 1967/68:
- 1968/69:
- 1969/70:
- 1970/71:
- 1971/72:
- 1972/73:
- 1973/74: Liga Okręgowa (III) – 12 miejsce, 28 punktów, bramki 57-51 +6
- 1974/75: Liga Okręgowa gr.II (III) – 6 miejsce, 26 punktów, bramki 60-46 +14
- 1975/76: Liga Okręgowa gr.I (III)  - 5 miejsce, 30 punktów, bramki 35-32 +3 (po sezonie utworzono ponownie Ligę Międzywojewódzką (III) do której trafiły najlepsze zespoły Ligi Okegowej, w tym Polonia)
- 1976/77: III-liga                  - 10 miejsce, 19 punktów, bramki 28-35 -7
- 1977/78:
- 1978/79: klasa okręgowa -1 miejsce (przegrany baraż z Polonią Piła o awans do III ligi)
- 1979/80: klasa okręgowa 1 miejsce awans do III ligi
- 1980/81:
- 1981/82: III-liga                  - 3 miejsce, 30 punktów, bramki 46-35 +11
- 1982/83: III-liga                  - 3 miejsce, 31 punktów, bramki 34-24 +10
- 1983/84: III-liga                  - 9 miejsce, 24 punkty, bramki 22-36 -14
- 1984/85: III-liga                  - 13 miejsce, 14 punktów, bramki 25-40 -15
- 1985/86:
- 1986/87:
- 1987/88: III-liga                  - 14 miejsce, 3 punkty, bramki 15-54 -39
- 1988/89:
- 1989/90:
- 1990/91:
- 1991/92:
- 1992/93:
- 1993/94:
- 1994/95:
- 1995/96:
- 1996/97:
- 1997/98:
- 1998/99:
- 1999/00:

### Statystyki w XXI wieku
Źródło:
- 2000/01:
- 2001/02:
- 2002/03: Liga Okręgowa -Leszno     - 6. miejsce, 50 punktów, bramki 65-38 (+27)
- 2003/04: Liga Okręgowa -Leszno     - 12. miejsce, 35 punktów, bramki 31-39 (-8)
- 2004/05: Liga Okręgowa -Leszno     - 7. miejsce, 40 punktów, bramki 49-45 (+4)
- 2005/06: Liga Okręgowa -Leszno     - 2. miejsce, 65 punktów, bramki 52-26 (+26)
- 2006/07: Liga Okręgowa -Leszno     - 1. miejsce, 68 punktów, bramki 73-28 (+45); awans do IV ligi
- 2007/08: IV liga wlkp.-południe     - 3. miejsce, 58 punktów, bramki 71-37 (+64); reforma rozgrywek po sezonie
- 2008/09: III liga (IV) Kuj-wlkp.    - 7. miejsce, 43 punkty, bramki 48-52 (-4)
- 2009/10: III liga (IV) Kuj-wlkp.    - 11. miejsce, 30 punktów, bramki 34-55 (-21)
- 2010/11: III liga (IV) Kuj-wlkp.    - 13. miejsce, 35 punktów, bramki 34-47 (-13)
- 2011/12: III liga (IV) kuj-wlkp.    - 12. miejsce, 38 punktów, bramki 39-48 (-9)
- 2012/13: III liga (IV) kuj-wlkp.    - 12. miejsce, 37 punktów, bramki 34-39 (-5)
- 2013/14: III liga (IV) kuj-wlkp.    - 12. miejsce, 48 punktów, bramki 48-45 (+3); spadek do IV ligi
- 2014/15: IV liga (V) grupa wielkopolska południe - 3. miejsce, 56 punktów, bramki 67-36 (+31)
- 2015/16: IV liga (V), gr. wielkopolska południe - 5. miejsce, 52 punkty, bramki 68-45 (+23)
- 2016/17: IV liga (V), gr. wielkopolska południe - 7. miejsce, 44 punkty, bramki 58-45 (+13)
- 2017/18: IV liga (V), gr. wielkopolska południe - 7. miejsce, 51 punktów, bramki 49-38 (+11)
- 2018/19: IV liga (V), gr. wielkopolska - 11. miejsce, 52 punkty, bramki 56-49 (+13)
- 2019/20: IV liga (V), gr. wielkopolska - 7. miejsce, 28 punktów, bramki 39-27 (+12); rozgrywki przedwcześnie zakończone
- 2020/21: IV liga (V), gr. wielkopolska - 19. miejsce, 39 punktów, bramki 59-84 (-25); spadek do V ligi
- 2021/22: V liga (VI), gr. wielkopolska III - 1. miejsce, 76 punktów, bramki 75-24 (+51); awans do IV ligi
- 2022/23: IV liga (V), gr. wielkopolska - 14. miejsce, 39 punktów, bramki 53-49 (+4)
- 2023/24: IV liga (V), gr. wielkopolska - 5. miejsce, 60 punktów, bramki 52-35 (+17)
- 2024/25: IV liga (V), gr. wielkopolska - 3. miejsce, 60 punktów, bramki 53-44 (+9)

#### Sukcesy
- 3. miejsce w II lidze 1952
- 1/8 finału Pucharu Polski 1954

### Sekcja koszykówki

#### Historia
Koszykówkę zaczęto uprawiać w klubie w ramach utworzonej w 1947 roku sekcji gier zespołowych. Uprawiano w niej również siatkówkę. Mimo kłopotów natury organizacyjnej (jeden komplet strojów, dwie piłki, brak obuwia sportowego), drużyna koszykówki zgłoszona do rozgrywek klasy "B", zdobyła jej mistrzostwo (sezon 1947/48), co przysporzyło jej wielu sympatyków.

#### Sezon 2012/2013
W sezonie 2012/2013 seniorski zespół Polonii Leszno startuje w wojewódzkiej lidze Wielkopolskiego Związku Koszykówki. Jest to najniższa klasa rozgrywkowa.
Kadra zespołu:
- Sztab szkoleniowy:
  - Trener:  Zenon Sosiński
  - Asystent trenera:  Rafał Matuszak

- Zawodnicy:
  -  Hubert Janiszewski
  -  Dawid Kapuściński
  -  Jakub Kenkel
  -  Dawid Mazur
  -  Mateusz Mocek
  -  Bartosz Muszyński
  -  Klaudiusz Niedzielski
  -  Łukasz Samól
  -  Jakub Wiśniewski
  -  Arkadiusz Zachacz
  -  Wojciech Żeleźniak

### Sekcja szermiercza
Od marca 1986 roku, zawodnicy uprawiający szermierkę, mogli czynić to w ramach nowo utworzonej sekcji sportowej. Mimo trudnych warunków szkoleniowych (treningi prowadzono w salce Szkoły Podstawowej nr 11 w Lesznie), sportowcy osiągali znaczące wyniki w krajowych i zagranicznych zawodach. W 1999 roku powstał przy ulicy Opalińskich w Lesznie Pawilon Szermierczy, co umożliwiło szermierzom doskonalenie umiejętności w bardzo dobrych warunkach.
W barwach Polonii medale na arenie międzynarodowej zdobywali:
- Sławomir Mocek - mistrzostwa Świata seniorów; mistrzostwa Europy seniorów
- Przemysław Fogt - mistrzostwa Świata juniorów; mistrzostwa Europy juniorów; mistrzostwa Świata kadetów
- Monika Galik - mistrzostwa Świata kadetów
- Agata Misiak - mistrzostwa Świata kadetów
- Joanna Bórkowska - mistrzostwa Świata kadetów

## Sekcje nieistniejące

### Sekcja tenisa
W 1935 roku, z inicjatywy grupy leszczyńskich inteligentów, którzy rok wcześniej wstąpili do klubu, powołano sekcję tenisową. W maju tego roku rozpoczęto budowę klubowego kortu, który został oddany do użytku 9 sierpnia 1936 roku. Ośmioosobowa grupa zawodników, która w niedługim czasie wzrosła do 20 osób, uprawiała sport towarzysko. Później tenisiści brali udział także w wewnętrznych mistrzostwach klubu oraz w imprezach promujących tenis wśród obywateli miasta. Zamożność członków sekcji powodowała, że była ona samowystarczalna finansowo. Działała do wybuchu drugiej wojny światowej

### Sekcja strzelectwa
Powołana do życia w 1953 roku, sekcja ta od początku borykała się z kłopotami natury finansowej. Zarząd klubu zapewniał jedynie amunicję. Broń wypożyczała zawodnikom nieodpłatnie lokalna Liga Przyjaciół Żołnierza, strzelnicę zaś udostępniało wojsko. Mimo trudności zespół wygrywał większość rozgrywanych spotkań. W 1957, po rezygnacji kierownika, który pełnił tę funkcję od chwili założenia sekcji, rozwiązano ją.

### Sekcja brydża sportowego
Sekcja brydża utworzona została w 1957 roku, a rok później zespół wystartował w rozgrywkach "A" klasy. Udane występy dały drużynie awans do klasy okręgowej, co wiązało się z koniecznością zwiększenia nakładów na jej działalność. Brak środków finansowych w klubie spowodował rozwiązanie sekcji.